# Björn Landström

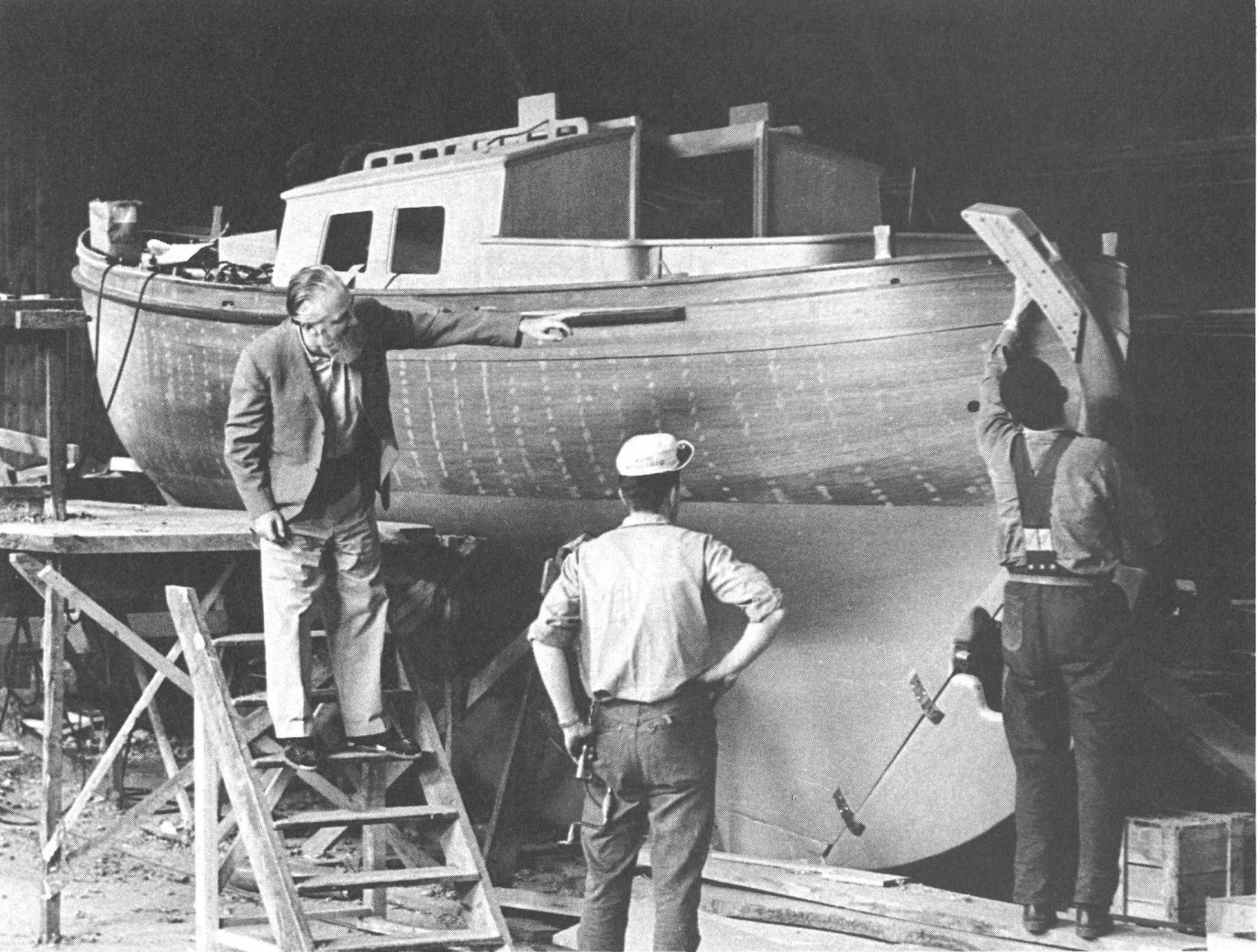
Björn Landström (links) und das Boot Antilia

Björn Olof August Landström (* 21. April 1917 in Kuopio; † 7. Januar 2002 in Helsinki) war ein Finnlandschwede, der als Künstler, Schriftsteller, Grafikdesigner, Illustrator und Forscher tätig war und vor allem durch seine Bücher zur Geschichte der Schifffahrt Bekanntheit erlangte.

## Leben
Björn Landström wurde 1917 in Kuopio als Sohn des Ingenieurs Artur Landström geboren. Er zog 1937 nach Stockholm, wo er an der Reklamkonstskolan studierte. Er war Soldat im Zweiten Weltkrieg und schrieb danach ein Theaterstück, das nur wenig Erfolg hatte.
International bekannt wurde er 1961 mit dem Buch Das Schiff, das in verschiedene Sprachen übersetzt wurde. Ein weiterer Erfolg war Die Schiffe der Pharaonen: Altägyptische Schiffbaukunst von 4000 bis 600 v. Chr. (1970, auf Deutsch 1974), das den altägyptischen Schiffbau zum Thema hatte. Beide Bücher sind reich von Landström illustriert.

## Veröffentlichungen
- Regina och Gullkrona 1951
- Havet utan ände, Forum, Helsingfors 1953
- Vägen till Vinland 1954
- Skeppet, Forum 1961
- Vägen till Indien, Bra Böcker, Höganäs 1964
  - deutsch: Knaurs Buch der frühen Entdeckungsreisen in Farben, Droemer/Knaur, München 1969
- Seglande skepp 1969
- Egyptiska skepp 1970
  - deutsch: Die Schiffe der Pharaonen. Altägyptische Schiffsbaukunst von 4000 bis 600 v. Chr. Bertelsmann,  München / Gütersloh / Wien 1974.
- Regalskeppet Vasan, Interpublishing Stockholm 1980, ISBN 91-970221-0-1
- Självporträtt 1987